# Bidos
Bidos é uma comuna francesa na região administrativa da Nova Aquitânia, no departamento dos Pirenéus Atlânticos. Estende-se por uma área de 1,36 km². Em 2010 a comuna tinha 1 151 habitantes (densidade: 846,3 hab./km²).